# Entre Rios do Oeste
Entre Rios do Oeste – miasto i gmina w Brazylii, w stanie Parana. Znajduje się w mezoregionie Oeste Paranaense i mikroregionie Toledo.